# Голиња
Голиња је насељено место у општини Гвозд, на Кордуну, Република Хрватска.

## Историја
У току Другог свјетског рата село Голиња је дало 108 партизана, од којих су 5 били носиоци „Партизанске споменице 1941.", 36 су погинули као учесници у НОБ-у, од непријатеља је убијено 99 мјештана села, 51 лице је умрло од тифуса, а 11 су жртве рата. На страни непријатеља, као припадници усташко-домобранских јединица, погинуло је или нестало 20 лица из засиока Ишеци.
Побијени мјештани били су презимена: Аћимовић, Брујић, Гледић, Ивковић, Јакшић, Јовановић, Кајганић, Кекић, Кмезић, Комљеновић, Милојевић, Мраовић и Радановић — сви Срби.
Голиња се од распада Југославије до августа 1995. године налазила у Републици Српској Крајини. Многи становници српске националности напустили су село током операције „Олуја“ 1995. године.

## Становништво
Село се састоји од бројних засиока: Брујићи, Ивковићи, Милојевићи, Гледићи, Кекићи, Пиљови, Ребраче, Радановићи и сви су српски. Хрвати живе у засиоку Ишеци.
| Националност       | 1991.        |
| Срби               | 198 (73,33%) |
| Хрвати             | 71 (26,29%)  |
| Југословени        | 0            |
| остали и непознато | 1 (0,37%)    |
| Укупно             | 270          |

### Аустроугарскипопис 1910.
На попису 1910. године насеље Голиња је имало 570 становника, следећег националног састава:
- укупно: 570
- Срби — 453 (79,47%)
- Хрвати — 117 (20,52%)